# Salix argyrocarpa
Salix argyrocarpa — вид квіткових рослин із родини вербових (Salicaceae).

## Морфологічна характеристика
Гілки червоно-коричневі чи коричнюваті, не чи слабо сизі трохи запушені чи майже голі; гілочки жовто-коричневі чи червоно-коричневі, розсіяно запушені, голі чи запушені. Листки ніжки 3–8 мм; найбільша листкова пластина вузько-еліптична, вузько-яйцювата чи зворотно-яйцювата, 25–65 × 7–15 мм, краї сильно звивисті, цілі чи зубчасті, верхівка загострена чи гостра, абаксіальна (низ) поверхня сиза, волохата чи війчаста, абаксіально злегка блискуча, гола чи трохи запушена, особливо на серединній жилці; молода пластинка жовтувато-зелена, від розсіяно до середньо шовковиста абаксіально, волоски білі. Сережки квітнуть разом з розпусканням листя, 10–20(25) × 5–17 мм. Коробочка 2–4 мм. 2n = 76.

## Середовище проживання
Канада (Лабрадор, Мен, Нью-Гемпшир, Ньюфаундленд, Нунавут, Квебек). Населяє заплави, узбережжя озер і струмків, мокрий сніг, снігові покриви, осокові луки, лісові болота, чагарникову тундру, субарктичні та субальпійські хвойні ліси, гранітні, пісковикові або вапнякові субстрати; 10–1800 метрів.